# The Fall of Melniboné
Albums de Dark Moor
The Hall of Olden Dreams
(2000) Gates of Oblivion
(2002)
The Fall Of Melniboné est un EP du groupe de power metal Dark Moor. Il comprend des titres bonus sortis précédemment au Japon et en Corée.
Il s'inspire largement de l'univers du Cycle d'Elric, une série de nouvelles écrites par Michael Moorcock. Les deux autres titres sont des reprises d'Helloween, et du groupe espagnol Ñu.

## Liste des titres
1. The Fall Of Melniboné - 10:31
2. Silver Lake - 5:18
3. Wood Song - 3:09
4. Halloween (Helloween Cover) - 13:24
5. Cuentos De Ayer Y De Hoy (Ñu cover) - 3:40